# تپه دهنه المجوق
تپه دهنه المجوق مربوط به سدهٔ ۵ و ۶ ه.ق است و در شهرستان تربت جام، بخش مرکزی، دهستان جلگه موسی‌آباد، ۱ کیلومتری شمال روستای المجوق واقع شده و این اثر در تاریخ ۳ خرداد ۱۳۸۶ با شمارهٔ ثبت ۱۹۱۹۴ به‌عنوان یکی از آثار ملی ایران به ثبت رسیده است.